# بوب وايزمان
بوب وايزمان هو كاتب أغاني ومنتج أسطوانات وعازف بيانو كندي، ولد في 1961 في وينيبيغ في كندا.

## وصلات خارجية
- بوب وايزمان على موقع ميوزك برينز (الإنجليزية)
- بوب وايزمان على موقع ديسكوغز (الإنجليزية)